# Данієль Брієр
Данієль Брієр (англ. Daniel Brière, нар. 6 жовтня 1977, Гатіно) — канадський хокеїст, що грав на позиції центрального нападника. Грав за збірну команду Канади.
Провів понад тисячу матчів у Національній хокейній лізі.

## Ігрова кар'єра
У юнацькому віці виступав за команди провінції Квебек. З 1994 по 1997 захищав кольори клубу «Драммонвіль Волтіжерс» (ГЮХЛК).
1996 року був обраний на драфті НХЛ під 24-м загальним номером командою «Фінікс Койотс». Сезон 1997–98 Данієль відіграв за «Спрінгфілд Фелконс» провівши лише 5 матчів у складі «Фінікс Койотс». У наступних трьох сезонах він також чергував матчі, як за «койотів» так і в більшості випадків за фарм-клуби в АХЛ. Сезон 2001–02 став першим, який Брієр повністю відіграв за «Фінікс».
У сезоні 2002–03 Данієля обміняли до клубу «Баффало Сейбрс». Під час локауту Брієр виступав у Європі, де захищав кольори команди СК «Берн». 
5 серпня 2006 після рогляду його справи в арбітражі, «шаблі» погодились продовжити з ним контракт ще на один рік піднявши зарплату до $5 мільйонів доларів. Наступного сезону Брієр сатв автором двох хет-триків. 5 грудня 2006 він тричі розписався у воротах голкіпера «Тампа-Бей Лайтнінг» Марка Дені. А вдруге 30 січня 2007 в переможній грі 7–1 проти «Бостон Брюїнс».
Влітку 2007 Данієль уклав восьмирічний контракт на суму $52 мільйони доларів з командою «Філадельфія Флайєрс». 21 листопада 2007 Брієр оформив свій третій хет-трик у матчі проти «Кароліна Гаррікейнс», які захищав Кем Ворд.
Сезон 2008–09 Данієль відіграв лише 29 матчів через постійні травми. Наступного сезону канадець також пропустив п'ять матчів регулярного чемпіонату через травму. 13 лютого 2010 в Монреалі нападник став автором чергового хет-трику вразивши тричі ворота Кері Прайса. У плей-оф Кубка Стенлі 2010 Брієр став найкращим набравши 30 очок та побивши рекорд Браяна Проппа в 28 очок 1987 року.
19 січня 2011 Данієль замінив за сімейними обставинами гравця «Калгарі Флеймс» Джерома Ігінлу у матчі всіх зірок НХЛ.
7 січня 2012 Брієр став автором п'ятого хет-трику відзначившись у воротах Крейга Андерсона («Оттава Сенаторс»).
Під час локауту НХЛ у сезоні 2012–13 разом з партнером по клубу Клодом Жіру захищав кольори німецького «Айсберен Берлін».
18 червня 2013 Брієр був проінформований керівництвом «Флаєрс» про припинення співпраці між сторонами.
4 липня 2013 Брієр уклав дворічний контракт на $8 мільйонів доларів з «Монреаль Канадієнс». 12 грудня 2013 «Веллс Фарго-центр» у Філадельфії влаштував овації гравцю «Канадієнс».
30 червня 2014 Брієр був проданий до «Колорадо Аваланч». Після завершення сезону 2014–15 років Данієль не був перепідписаний клубом, і 17 серпня 2015 року оголосив про завершення кар'єри.
Був гравцем молодіжної збірної Канади, у складі якої брав участь у 12 іграх. Виступав за національну збірну Канади.

## Досягнення та нагороди
- Трофей Мішеля Бержерона — 1995.
- Трофей Марселя Робера — 1995.
- Трофей Жана Беліво — 1996.
- Пам'ятна нагорода Реда Гарретта — 1998.
- Переможець молодіжного чемпіонату світу — 1997.
- Чемпіон світу — 2003, 2004.
- Учасник матчу усіх зірок НХЛ — 2007, 2011.
- Найцінніший гравець (MVP) матчу усіх зірок НХЛ — 2007.

## Статистика

### Клубні виступи
| Сезон        | Клуб                    | Ліга         | Регулярний сезон | Регулярний сезон | Регулярний сезон | Регулярний сезон | Регулярний сезон | Плей-оф | Плей-оф | Плей-оф | Плей-оф | Плей-оф |
| Сезон        | Клуб                    | Ліга         | І                | Г                | П                | О                | ШХ               | І       | Г       | П       | О       | ШХ      |
| ------------ | ----------------------- | ------------ | ---------------- | ---------------- | ---------------- | ---------------- | ---------------- | ------- | ------- | ------- | ------- | ------- |
| 1992–93      | «Абітібі-Теміскамінг»   | Квебек       | 42               | 24               | 30               | 54               | 28               | 3       | 0       | 3       | 3       | 8       |
| 1993–94      | «Гатіно»                | Квебек       | 44               | 56               | 47               | 103              | 56               | 12      | 13      | 19      | 32      | 8       |
| 1994–95      | «Драммонвіль Волтіжерс» | ГЮХЛК        | 72               | 51               | 72               | 123              | 54               | 4       | 2       | 3       | 5       | 2       |
| 1995–96      | «Драммонвіль Волтіжерс» | ГЮХЛК        | 67               | 67               | 96               | 163              | 84               | 6       | 6       | 12      | 18      | 8       |
| 1996–97      | «Драммонвіль Волтіжерс» | ГЮХЛК        | 59               | 52               | 78               | 130              | 86               | 8       | 7       | 7       | 14      | 14      |
| 1997–98      | «Спрінгфілд Фелконс»    | АХЛ          | 68               | 36               | 56               | 92               | 42               | 4       | 1       | 2       | 3       | 4       |
| 1997–98      | «Фінікс Койотс»         | НХЛ          | 5                | 1                | 0                | 1                | 2                | —       | —       | —       | —       | —       |
| 1998–99      | «Фінікс Койотс»         | НХЛ          | 64               | 8                | 14               | 22               | 30               | —       | —       | —       | —       | —       |
| 1998–99      | «Спрінгфілд Фелконс»    | АХЛ          | 13               | 2                | 6                | 8                | 20               | 3       | 0       | 1       | 1       | 2       |
| 1998–99      | «Лас-Вегас Тандер»      | ІХЛ          | 1                | 1                | 1                | 2                | 0                | —       | —       | —       | —       | —       |
| 1999–2000    | «Спрінгфілд Фелконс»    | АХЛ          | 58               | 29               | 42               | 71               | 56               | —       | —       | —       | —       | —       |
| 1999–2000    | «Фінікс Койотс»         | НХЛ          | 13               | 1                | 1                | 2                | 0                | 1       | 0       | 0       | 0       | 0       |
| 2000–01      | «Спрінгфілд Фелконс»    | АХЛ          | 30               | 21               | 25               | 46               | 30               | —       | —       | —       | —       | —       |
| 2000–01      | «Фінікс Койотс»         | НХЛ          | 30               | 11               | 4                | 15               | 12               | —       | —       | —       | —       | —       |
| 2001–02      | «Фінікс Койотс»         | НХЛ          | 78               | 32               | 28               | 60               | 52               | 5       | 2       | 1       | 3       | 2       |
| 2002–03      | «Фінікс Койотс»         | НХЛ          | 68               | 17               | 29               | 46               | 50               | —       | —       | —       | —       | —       |
| 2002–03      | «Баффало Сейбрс»        | НХЛ          | 14               | 7                | 5                | 12               | 12               | —       | —       | —       | —       | —       |
| 2003–04      | «Баффало Сейбрс»        | НХЛ          | 82               | 28               | 37               | 65               | 70               | —       | —       | —       | —       | —       |
| 2004–05      | «Берн»                  | НЛА          | 36               | 17               | 29               | 46               | 26               | 11      | 1       | 6       | 7       | 2       |
| 2005–06      | «Баффало Сейбрс»        | НХЛ          | 48               | 25               | 33               | 58               | 48               | 18      | 8       | 11      | 19      | 12      |
| 2006–07      | «Баффало Сейбрс»        | НХЛ          | 81               | 32               | 63               | 95               | 89               | 16      | 3       | 12      | 15      | 16      |
| 2007–08      | «Філадельфія Флаєрс»    | НХЛ          | 79               | 31               | 41               | 72               | 68               | 17      | 9       | 7       | 16      | 20      |
| 2008–09      | «Філадельфія Флаєрс»    | НХЛ          | 29               | 11               | 14               | 25               | 26               | 6       | 1       | 3       | 4       | 8       |
| 2008–09      | «Філадельфія Фантомс»   | АХЛ          | 3                | 1                | 4                | 5                | 2                | —       | —       | —       | —       | —       |
| 2009–10      | «Філадельфія Флаєрс»    | НХЛ          | 75               | 26               | 27               | 53               | 71               | 23      | 12      | 18      | 30      | 18      |
| 2010–11      | «Філадельфія Флаєрс»    | НХЛ          | 77               | 34               | 34               | 68               | 87               | 11      | 7       | 2       | 9       | 14      |
| 2011–12      | «Філадельфія Флаєрс»    | НХЛ          | 70               | 16               | 33               | 49               | 69               | 11      | 8       | 5       | 13      | 4       |
| 2012–13      | «Айсберен Берлін»       | ДХЛ          | 21               | 10               | 24               | 34               | 24               | —       | —       | —       | —       | —       |
| 2012–13      | «Філадельфія Флаєрс»    | НХЛ          | 34               | 6                | 10               | 16               | 10               | —       | —       | —       | —       | —       |
| 2013–14      | «Монреаль Канадієнс»    | НХЛ          | 69               | 13               | 12               | 25               | 30               | 16      | 3       | 4       | 7       | 4       |
| 2014–15      | «Колорадо Аваланч»      | НХЛ          | 57               | 8                | 4                | 12               | 18               | —       | —       | —       | —       | —       |
| Усього в АХЛ | Усього в АХЛ            | Усього в АХЛ | 172              | 89               | 133              | 222              | 150              | 7       | 1       | 3       | 4       | 6       |
| Усього в НХЛ | Усього в НХЛ            | Усього в НХЛ | 973              | 307              | 389              | 696              | 744              | 124     | 53      | 63      | 116     | 98      |

### Збірна
| Рік                | Команда            | Турнір             | Місце              | І  | Г | П  | О  | ШХ |
| ------------------ | ------------------ | ------------------ | ------------------ | -- | - | -- | -- | -- |
| 1994               | Канада             | МІГ18              | 1                  | 5  | 2 | 3  | 5  | 4  |
| 1997               | Канада             | МЧС                | 1                  | 7  | 2 | 4  | 6  | 2  |
| 2003               | Канада             | ЧС                 | 1                  | 9  | 4 | 5  | 9  | 6  |
| 2004               | Канада             | ЧС                 | 1                  | 9  | 2 | 6  | 8  | 6  |
| Молодіжна збірна   | Молодіжна збірна   | Молодіжна збірна   | Молодіжна збірна   | 12 | 4 | 7  | 11 | 6  |
| Національна збірна | Національна збірна | Національна збірна | Національна збірна | 18 | 6 | 11 | 17 | 12 |